# Ликово (Калузька область)
Ликово (рос. Лыково) — присілок в Жуковському районі Калузької області Російської Федерації.
Населення становить 27 осіб. Входить до складу муніципального утворення Присілок Верхов'я.

## Історія
Від 2004 року входить до складу муніципального утворення Присілок Верхов'я

## Населення
| 2002 | 2010 |
| ---- | ---- |
| 23   | ↗27  |